# Heart of Darkness (jogo)
Heart of Darkness é um jogo de 1998 criado pela Amazing Studio e lançado pela Interplay para as plataformas Windows e PlayStation.
Desenvolvido por uma equipe de pouco mais de 12 pessoas sob a liderança de Eric Chahi, levou seis anos para ser concluído e foi o único jogo lançado pela Amazing Studio. Uma versão para Sega Saturn foi originalmente planejada, mas acabou por ser cancelada. Em 2001, uma versão para Game Boy Advance foi anunciada, mas nunca lançada.
Apresentado na CES de 1994 e na E3 de 1995, na ocasião tornou-se conhecido por sua jogabilidade impecável, trilha sonora digna de cinema (composta por Bruce Broughton), e ainda pelo número de maneiras perturbadoras em que o protagonista pode ser morto. Apesar de ter sido o primeiro jogo a ter sua trilha sonora executada por uma orquestra, devido a atrasos na produção, não foi o primeiro a ser lançado desta forma.

## História
Andy é um garoto comum, que tem medo da escuridão. Após se livrar de um castigo por estar dormindo e fugir da aula, ele e seu cachorro, Whiskey, vão para o parque e presenciam um eclipse solar. Whiskey desaparece, e Andy acredita que ele foi raptado pelas forças das trevas. Nisso, Andy parte para uma jornada em outro planeta para resgatar o seu único amigo das garras do Mestre das Trevas. Será que ele irá superar seus medos e salvar seu querido cão?